# Valeriya Zlatova
Valeriya Zlatova –en ucraniano, Валерія Златова– (26 de febrero de 1983) es una deportista ucraniana que compitió en lucha libre. Ganó una medalla de plata en el Campeonato Europeo de Lucha de 2003, en la categoría de 67 kg.

## Palmarés internacional
| Campeonato Europeo | Campeonato Europeo | Campeonato Europeo | Campeonato Europeo |
| Año                | Lugar              | Medalla            | Categoría          |
| ------------------ | ------------------ | ------------------ | ------------------ |
| 2003               | Riga (Letonia)     | Medalla de plata   | 67 kg              |